# Comuna de Ulanów
Ulanów (polaco: Gmina Ulanów) é uma gminy (comuna) na Polónia, na voivodia de Subcarpácia e no condado de Niżański. A sede do condado é a cidade de Ulanów.
De acordo com os censos de 2005, a comuna tem 8905 habitantes, com uma densidade 74,5 hab/km².

## Área
Estende-se por uma área de 119,56 km², incluindo:
- área agricola: 52%
- área florestal: 41%

## Demografia
Dados de 30 de Junho 2004:
|                      | Total   | Total | Mulheres | Mulheres | Homens  | Homens |
| -------------------- | ------- | ----- | -------- | -------- | ------- | ------ |
|                      | pessoas | %     | pessoas  | %        | pessoas | %      |
| População            | 8660    | 100   | 4341     | 50,1     | 4319    | 49,9   |
| Densidade (pop./km²) | 72,4    | 100   | 36,3     | 36,3     | 36,1    | 36,1   |

De acordo com dados de 2002, o rendimento médio per capita ascendia a 1174,27 zł.

## Subdivisões
- Bieliniec, Bieliny, Borki, Bukowina, Dąbrowica, Dąbrówka, Glinianka, Huta Deręgowska, Kurzyna Mała, Kurzyna Średnia, Kurzyna Wielka, Wólka Bielińska, Wólka Tanewska.

## Comunas vizinhas
- Harasiuki, Jarocin, Krzeszów, Nisko, Pysznica, Rudnik nad Sanem